# الكلام الشفهي
الكلام الشفهي، هو نقل المعلومات من شخص لآخر باستخدام الاتصال الشفهي، والذي قد يكون بسيطًا مثل إخبار شخص ما بالوقت من اليوم. رواية القصص هي شكل شائع من أشكال التواصل الشفهي حيث يروي شخص ما للآخرين قصة عن حدث حقيقي أو شيء مختلق. التقليد الشفهي هو مادة وتقاليد ثقافية تنتقل عن طريق الفم عبر الأجيال المتعاقبة. رواية القصص والتقاليد الشفهية هي أشكال من الكلام الشفهي الذي يلعب أدوارًا مهمة في الفولكلور والأساطير. مثال آخر للتواصل الشفهي هو التاريخ الشفهي، وهو تسجيل المعلومات التاريخية وحفظها وتفسيرها، بناءً على التجارب الشخصية وآراء المتحدث. الحفاظ على التاريخ الشفهي هو المجال الذي يتعامل مع رعاية وصيانة مواد التاريخ الشفهي التي يتم جمعها عن طريق الفم، مهما كان التنسيق الذي قد تكون عليه.

## سرد قصصي
في كثير من الأحيان، يتضمن السرد الإبداع أو التزيين. تمت مشاركة القصص أو السرد في كل ثقافة كوسيلة للترفيه والتعليم، وللحفاظ على الثقافة، وأيضًا لغرض غرس القيم الأخلاقية.
اعتُبر أن أقدم أشكال السرد كانت في الغالب شفوية، مصحوبة بالتمثيل اللفظي في حكايات كثيرة من الثقافات القديمة. رسم السكان الأصليون الأستراليون رموزًا من القصص على جدران الكهوف كوسيلة لمساعدة الساخر على تذكر القصة. ثم تم سرد القصة باستخدام مزيج من السرد الشفوي، والموسيقى، والفن الصخري، والرقص.
تقليديًا، كانت القصص الشفوية تُحفظ في الذاكرة ثم تمرر من جيل إلى جيل. ومع ذلك، في المجتمعات المتعلمة، استبدلت وسائل الإعلام المكتوبة والتلفزيونية والإنترنت هذه الطريقة إلى حد كبير في التواصل لنقل التاريخ المحلي والعائلي والثقافي. يظل السرد الشفوي هو الوسيلة السائدة للتعلم في بعض البلدان ذات معدلات الأمية المنخفضة.

## التقليد الشفهي
التقاليد الشفهية (يشار إليها أحيانًا باسم "الثقافة الشفهية" أو "التقاليد الشفهية") هي مواد وتقاليد ثقافية تنتقل شفويًا من جيل إلى آخر. يتم نقل الرسائل أو الشهادة شفهيًا بالكلام أو الأغنية وقد تأخذ شكل، على سبيل المثال، الحكايات الشعبية أو الأقوال أو القصص أو الأغاني أو الأناشيد. بهذه الطريقة، من الممكن للمجتمع أن ينقل التاريخ الشفهي والأدب الشفهي والقانون الشفهي والمعارف الأخرى عبر الأجيال دون نظام للكتابة.
يؤكد علماء الاجتماع على ضرورة أن تكون المادة مشتركة بين مجموعة من الناس، على مدى عدة أجيال، وبالتالي التمييز بين التقليد الشفهي والشهادة أو التاريخ الشفهي. بشكل عام، يشير "التقليد الشفهي" إلى نقل المواد الثقافية من خلال الكلام الصوتي، وكان يُنظر إليه منذ فترة طويلة على أنه واصف رئيسي للفولكلور (وهو معيار لم يعد يتمسك به بشكل صارم جميع علماء الفولكلور). وباعتباره نظامًا أكاديميًا، فإنه يشير إلى مجموعة من الموضوعات الدراسية والطريقة التي يتم من خلالها دراستها. يمكن تسمية هذه الطريقة بشكل مختلف "النظرية التقليدية الشفهية"، و"نظرية التركيب الشفهي-الصيغي" و"نظرية باري-لورد" (على اسم اثنين من مؤسسيها). تختلف دراسة التقليد الشفهي عن التخصص الأكاديمي للتاريخ الشفهي، وهو تسجيل الذكريات الشخصية وتواريخ أولئك الذين عاشوا العصور أو الأحداث التاريخية. كما أنها تختلف عن دراسة الشفهية، والتي يمكن تعريفها على أنها الفكر وتعبيرها اللفظي في المجتمعات التي تكون فيها تقنيات القراءة والكتابة (خاصة الكتابة والطباعة) غير مألوفة لمعظم السكان.

## التاريخ الشفهي
التاريخ الشفهي هو تسجيل الذكريات الشخصية وتواريخ أولئك الذين عاشوا العصور أو الأحداث التاريخية. التاريخ الشفهي هو وسيلة للتوثيق التاريخي، وذلك باستخدام المقابلات مع الناجين الأحياء من الوقت الذي يتم التحقيق فيه. غالبًا ما يتطرق التاريخ الشفهي إلى موضوعات نادرًا ما تم التطرق إليها في الوثائق المكتوبة، ومن خلال القيام بذلك، يملأ فجوات السجلات التي تشكل الوثائق التاريخية المبكرة. الحفاظ على التاريخ الشفهي هو المجال الذي يتعامل مع رعاية وصيانة مواد التاريخ الشفهي، مهما كان شكلها.

## التواصل اللفظي
التواصل اللفظي بالمعنى الحرفي هو التواصل الشفهي بالكلمات التي يتحدث بها الشخص أو الأشخاص الآخرون بصوت عالٍ.

## وسائل التواصل الاجتماعي
وسائل التواصل الاجتماعي هي شكل من أشكال الاتصال الإلكتروني الذي من خلاله يقوم المستخدمون بإنشاء مجتمعات عبر الإنترنت لمشاركة المعلومات والأفكار والرسائل الشخصية والمحتويات الأخرى (مثل مقاطع الفيديو). تتضمن وسائل التواصل الاجتماعي الطريقة التي يتواصل بها الأفراد مع الآخرين عبر الإنترنت. وسائل التواصل الاجتماعي في حد ذاتها ليست كلامًا شفهيًا، ولكنها إحدى الطرق التي ينتشر بها الكلام الشفهي. في الواقع، نصف الكلام الشفهي يحدث عبر الإنترنت. بدأ الممارسون في استخدام الكلام الشفهي الإلكتروني للحصول على رؤى المستهلك من خلال تحليلات النص، والمشاعر، وتحليلات الهاشتاج، وأدوات التعلم الآلي الأخرى. ومع ذلك، وجد الباحثون في مجموعة كيلر فاي أن المناقشات غالبًا ما تكون وجهًا لوجه ولا تهيمن عليها وسائل التواصل الاجتماعي في المقام الأول. إن الإشارة إلى الكلام الشفهي خارج الإنترنت (محادثات الحياة الواقعية) تكون مقنعة تمامًا مثل الكلام الشفهي عبر الإنترنت.
يرى الباحثون أن وسائل التواصل الاجتماعي في حد ذاتها ليست كلامًا شفهيًا، بل يعتقدون أنها الطريقة التي ينتشر بها الكلام الشفهي. الكلام الشفهي هو قصة أو توصية شفهية، حيث ينظر بعض الباحثين إلى وسائل التواصل الاجتماعي كآلية. عند النظر في كيفية انتشار الكلام الشفهي، يمكن لوسائل التواصل الاجتماعي أن تلعب دورًا في كيفية انتشاره.

## الأنظمة
تشمل الأنظمة الراسخة التي تستخدم الكلام الشفهي ما يلي:
- النميمة.
- الصالون أدبي.
- "بوش التلغراف".[18]
- دائرة المحاضرة.
- موعظة.[19]